# Альварес, Патрисио
Патрисио Леоне́ль А́льварес Ноге́ра (исп. Patricio Leonel Álvarez Noguera; род. 24 января 1994, Лима, Перу) — перуанский футболист, вратарь. В настоящее время выступает за «Спортинг Кристал».

## Карьера
Начал карьеру в клубе «Университарио», за который в 2015 году сыграл 1 матч. С 2015 по 2018 годы выступал за «Мельгар». В 2017 году сыграл в 3 матчах кубка Либертадорес. С 2018 года является основным вратарём «Спортинг Кристал».
Первый раз в сборную Патрисио был вызван в сентябре 2018 года. Летом 2019 года попал в заявку перуанцев на кубок Америки. Дебют, однако, пока не состоялся.